# محمد إبراهيم سليمان
محمد إبراهيم سليمان (7 يونيو 1946 -) هو أستاذ بكلية الهندسة جامعة عين شمس، ووزير الإسكان والمجتمعات العمرانية المصري السابق (1993 - 2005)، وعضو مجلس الشعب المصري عن دائرة الجمالية الدورة البرلمانية (2005 - 2010)، ورئيس شركة الخدمات البترولية البحرية.

## مناصب وعضويات
- عضو مجلس الشعب عن دائرة الجمالية الدورة البرلمانية (2005 - 2010).
- وزير الإسكان المرافق والمجتمعات العمرانية (1993 - 2005)
- رئيس شركة الخدمات البترولية البحرية (يوليو 2009).

## نقد

### استجواب مجلس الشعب
- قيام الوزير بمنح زوجته السيدة منى صلاح الدين المنيري قطع الأرض رقم 189 الحي الخامس منطقة العمارات بمساحة 1393.01 مترًا.
- قيامه بمنح ابنته جودى محمد إبراهيم سليمان قطعة رقم 35 الحي المتميز منطقة الجولف بمساحة 733.15 مترًا بالتجمع الخامس.
- قيامه بمنح ابنته دينا محمد إبراهيم قطعة رقم 16 الحي شمال المشتل بمساحة 3343.83 مترًا بالتجمع الخامس باعتها لشركة كارلتون للاستثمارات العقارية.
- قيامه بمنح ابنه القاصر شريف محمد إبراهيم (بولاية والده) أرضًا سكنية بالحي المتميز منطقة الجولف بالتجمع الخامس بمساحة 4458.10 مترًا، مقام عليها فيلا سكنية (قصر).
- قيامه بمنح ابنة القاصر شريف محمد إبراهيم (بولاية والده) الوزير فيلا مميزة رقم 56 منطقة 22 بمارينا.
- قيامه بمنح فيلا الزمردة معدل 12 منطقة 24 بمارينا لابنته جودى محمد إبراهيم سليمان.
- قيامه بمنح فيلا الزمردة معدل 11 منطقة 24 لابنته دينا محمد إبراهيم سليمان (يراجع المستند المقدم وهو خطاب وزارة الإسكان إلى محكمة شمال القاهرة).
- قيامه بمنح فيلا بمارينا باسم عمرو وإيهاب حسني ابن السيدة ماجدة المنيري شقيقة السيدة منى المنيري زوجة الوزير السابق.
- قيامه بمنح أسامة عامر عيسى زوج شقيقة زوجته (عديلة) فيلا في المنطقة المتميزة رقم 24 مارينا 5 زمردة، وتقع هذه الفيلا على نفس صف فيلات أولاد الوزير على البحر مباشرة.
- قيامه بمنح ذات الشخص (أسامة عامر عيسى) فيلا في شارع الشانزليزيه في مارينا 2 ثم باعها بأكثر من عشرة ملايين جنيه.
- قام بمنح السيد عماد الحاذق، شريكه في مجمع ليك فيو بالقطامية، فيلا بمارينا.
- قيامه بمنح فيلا بمارينا باسم الدكتور عبد الله أبو زيد الأستاذ في كلية الهندسة، والذي كان يدرس لابنته جودى التي عُينت معيدة في كلية الهندسة جامعة عين شمس!
- قيامه بمنح فيلا بمارينا على البحيرة للسيدة ماجدة المنيري شقيقة زوجته في مارينا 5 على البحيرة بجوار فندق «مكسيم إن».
- قيامه بمنح فيلا بمارينا لشقيقه محمود إبراهيم سليمان.
- قيامه بمنح فيلا بمارينا باسم علا ضياء الدين المنيري (ابنة شقيق زوجته).
- قيامه بمنح فيلا بمارينا باسم نيللي صلاح الدين المنيري (شقيقة زوجته).

واشار أعضاء البرلمان المبلغون إن كل من سبقت أسماؤهم تم منحهم أراضٍ للبناء في القاهرة الجديدة وبمساحات كبيرة وأماكن متميزة، ويمكن الاستعلام عن ذلك من وزارة الإسكان.
واتهم الأعضاء المبلغون وزيرَ الإسكان السابق محمد إبراهيم سليمان بالتربح بصورة غير مشروعة عن طريق بيع الأراضي من الباطن وتقديمها للشركات العقارية نظير مقابل مادي مستتر، وذلك بحسب ما جاء بالبلاغ على النحو التالي:
قيام الوزير السابق ببيع منزل مساحته 3.6 متر بالقناطر الخيرية ـ منطقة الشعير ـ بمبلغ عشرة ملايين جنيه للمقاول حسن درة، وتم منح الأخير وشركاته الأراضي التالية:
- أ‌- الشركة الهندسية للمشروعات العمرانية (حسن درة).

1. 100 فدان أقيم عليها مشروع حدائق المهندسين بالشيخ زايد، ثم تخصيصها في يوليو 1999 بسعر 110 جنيهات للمتر.
2. 80 فدانًا أقيم عليها مشروع زايد 2000 تم تخصيصها في أكتوبر 1994 بسعر المتر 50 جنيهًا للمتر.
3. 170 فدانًا على جزأين لمشروع جرينز، ثم تخصيص الأولى في 6/1994 والجزء الثاني في يناير 1995 بسعر 170 جنيها للمتر.

- ب – شركة القاهرة الجديدة للتنمية والإسكان (حسن درة).

1. 37 فدانًا بالتجمع الخامس في مايو 2005 بسعر 200 جنيه للمتر.

- وبذلك يكون إجمالي ما حصل عليه المقاول حسن درة من الوزير السابق 387 فدان أراض للبناء أي مليون وستمائة خمسة وعشرون ألف وأربعمائة متر، بحسب ما جاء في بلاغ أعضاء مجلس الشعب الـ47.

وذكر الأعضاء أن سليمان خصص للشركة المتحدة للاستثمارات العقارية (عماد الحاذق) الأراضي الآتي بيانها:
1. 1400 فدان خصصت في مايو 2004 سعر المتر 200 جنيه.
2. 139 فدانًا خصصت في سبتمبر 2004 سعر المتر 220 جنيهًا.
3. 56 فدانًا خصصت في يناير 2005 سعر المتر 270 جنيهًا.

- ويقام على هذه الأراضي مشروع ليك فيو على شارع الـ90 أرقى منطقة بالقاهرة الجديدة، وبذلك يكون الوزير السابق قد منح للشركة المتحدة للاستثمارات العقارية «عماد الحاذق» 295 فدانًا أرض مبان بمتوسط 230 جنيهًا للمتر تقريبًا.
- ويكون إجمالي ما حصل عليه المقاول عماد الحاذق من الوزير السابق 295 فدانًا أي مليون ومائتان وتسعة وثلاثون ألف متر.

كما استعرض النواب في بلاغهم ما خصصه وزير الإسكان المبلغ ضده للمقاول وجدي كرارة صاحب شركة مكسيم إن للاستثمار العقاري من أراض، على النحو التالي: 
1. 74 فدانًا تم تخصيصها في أكتوبر 2005 بسعر 225 جنيهًا للمتر، يقام عليها مشروع «كاتري كلوب».
2. 18 فدانًا تنازلت عنها أكاديمية الشرطة للمقاول المذكور مقابل دفع رسم تنازل 200 جنيه للمتر لوزارة الإسكان و275 جنيهًا للمتر ثمنًا للأرض.
3. تم بيع مبنى البولنج بجوار المسرح الروماني منطقة الشانزلزيه بمارينا بمساحة 1345 مترًا بكامل الأرض والمباني، وبدون أية مزايدات بمبلغ 2.5 مليون جنيه، أي بما يعادل 1859 جنيهًا للمتر أرض ومبان وتجهيزات في أرقى مناطق مارينا، وتم البيع بالتعاقد المباشر بدون إعلان أو مزايدة.
4. تم تأجير فندق مارينا المملوك للدولة لمدة خمس سنوات تبدأ من شهر 8/2007 وحتى شهر 8/2012 بمبلغ 1.7 مليون جنيه سنويًا، بزيادة 7% سنويًا، علمًا بأن التعاقد تم في شهر 6/2005 على أن تبدأ مدة الإيجار لخمس سنوات من 2007، والفندق على مساحة 7200 متر، والإيجار يشمل المبنى المفروش بالكامل وكافة ملحقاته من مخازن ومطاعم وكافيتريات وغرف للكهرباء ومواقف للسيارات، وقد تم التأجير أيضًا بدون إعلان أو مزايدة.

- كما استعرض النواب المبلغون ما خصصه وزير الإسكان المبلغ ضده لشركة المهندسون المصريون للاستثمار العقاري، وهي شركة عائلية، يسري وطارق سعد زغلول وأخواتهما، على النحو التالي:

1. 90 فدانًا من مدينة 6 أكتوبر أقيم عليه مشروع المروج تم التخصيص في يوليو 1994 بسعر 55 جنيها للمتر.
2. 100 فدان بمدينة العبور أقيم عليها مشروع جيرو لاند «مدينة ملاهي» تم تخصيصها في يوليو 1994 أيضًا بسعر 50 جنيهًا للمتر.
3. 27 فدانًا بالقاهرة الجديدة في يوليو 1997 بسعر 110 جنيهات للمتر.
4. 50 فدانًا بالقاهرة الجديدة تم تخصيصها بذات التاريخ بسعر 70 جنيهًا للمتر.
5. 380 فدانًا بمدينة العبور يقام عليها مشروع الجولف سعر المتر 50 جنيهًا في يوليو 1994.
6. 21 فدانًا بمدينة الشروق مقام عليها مشروع جرين لاند في يوليو 1994 بسعر المتر 50 جنيهًا.

- وأضاف النواب أن وزير الإسكان السابق منح شركة المهندسون المصريون للاستثمار العقاري، وهي شركة عائلية أكثر من 647 فدان أرض مبان، منها 570 فدانًا في يوم 27 يوليو 1994 ولشركة واحدة، وكأن مصر قد خلت من مستثمرين وشركات عقارية أخرى، حسب قول المبلغين في بلاغهم.

وأفاد النواب أن جميع هذه الأراضي حصل عليها المنتفعون بالتقسيط، ولم يدفعوا من ثمنها سوى 10% كدفعة مقدمة وحصلوا بضمانها على قروض بالمليارات من البنوك المصرية، فكان النهب مزدوجًا للثروة العقارية المملوكة للشعب ولودائعه المالية في البنوك.
وردا على ذلك أفاد الوزير السابق أنه قد قام بشراء جميع مملكاته قبل توليه الوزارة.

### استياء من رئاسة لشركة خدمات البترول البحرية
وفي يوليو 2009، أثار قرار رئيس الوزراء د.أحمد نظيف بتعيين المهندس محمد إبراهيم سليمان رئيساً لشركة الخدمات البترولية البحرية بدلاً من المهندس محمد عاطف، والذي صدر قرار بنقله لرئاسة شركة مصر للصيانة، غضب واستياء العاملين بالشركة، حيث كان متوقعاً أن يتم تعيين أحد المساعدين الأكفاء بالشركة، والتي نجحت خلال الفترة الماضية وحققت أرباحاً كبيرة وتوسعات مكنتها من عملية فصل تبعيتها عن شركة بتروجيت.

### رأي الاخوان المسلمين
وزارة الإسكان ويتولاها الدكتور محمد إبراهيم سليمان وقد أكدت تقارير الجهاز المركزي للمحاسبات عن وجود مخالفات جسيمة في عمليات العطاءات بالوزارة؛ حيث يتم رسو معظمها لصالح مكتب هندسي معين تبين ملكيته لشقيق زوجة الوزير، هذا بالإضافة لقضية الدكتور ممدوح حمزة الاستشاري المصري المعروف وهي القضية التي كشفت عن عمليات رشاوى واستغلال نفوذ واسعة من قِبل الوزير، ورغم الشائعات التي راجت وقتها عن رحيل الوزير بعد أن طالت القضية شخصيات كبيرة ومؤثرة بمصر، وقيام أجهزة رقابية حسَّاسة بالتحقيق في ملابسات القضية استمر الوزير رغم نصائح المقربين له بالاستقالة من منصبه، وكان قد سبق ذلك قضية انهيار العقارات بمصر وتحديدًا عمارة مدينة نصر؛ حيث تبين وجود قصور لوزارة الإسكان في عمليات المتابعة والإشراف.

## وصلات خارجية
- محمد إبراهيم سليمان على موقع أرشيف الشارخ.
- «المصري اليوم» تكشف بالمستندات: إبراهيم سليمان باع لزوجته وأبنائه القصر فيللات فاخرة بمارينا وأراضي متميزة بالتجمع الخامس أثناء توليه الوزارة، المصري اليوم، 27 أكتوبر 2008
- حاسبوا.. محمد إبراهيم سليمان، اليوم السابع، 30 يناير 2009
- النيابة تطالب برفع الحصانة عن محمد إبراهيم سليمان، مصراوي، 4 يناير 2010
- النيابة العامة: إبراهيم سليمان تلقى رشاوى 20 مليون جنيه من 3 رجال أعمال، مصراوي، 4 يناير 2009
- فساد إبراهيم سليمان.. فتش عن «الوطني»، إخوان أون لاين، 11 يناير 2010
- مجلس الدولة يفتي بعدم أحقية إبراهيم سليمان في تولية شركة الخدمات البترولية، مصراوي، 20 يناير 2010
- إبراهيم سليمان يستقيل من البرلمان.. وفهمي يقرر استرداد الأموال التي تقاضاها من (الخدمات البترولية)، مصراوي، 1 فبراير 2010
- التحقيقات: إبراهيم سليمان تلقى رشاوى 20 مليون جنيه من 3 رجال أعمال، جريدة الشروق، 3 يناير 2010
- الحسيني يقدم بلاغًا للنائب العام ضد إبراهيم سليمان، إخوان أون لاين، 28 فبراير 2010
- سليمان خصص حديقة عامة مساحتها 10 آلاف متر لبناء قصر لرجل اعمال كبير، جريدة الشروق، 20 مارس 2010